# Llista de monuments de sa Pobla
Llista de monuments de sa Pobla catalogats pel consell insular de Mallorca com a Béns d'Interès Cultural en la categoria de monuments pel seu interès històric, artístic, arquitectònic, arqueològic, històric-industrial, etnològic, social, científic o tècnic.
Portal:Wiki Loves Monuments
| Monument                                                          | Tipus                                                                                                  | Localització                                                  | Coordenades                                          | Codi?         | Imatge |
| ----------------------------------------------------------------- | --- | ------------------------------------------------------------- | ---------------------------------------------------- | ------------- | --- |
| Cova de Talapi de Dalt                                            | Monument arqueològic                                                                                   | Sa Pobla Talapi                                               |                                                      |               | Carregueu una nova foto d'aquest monument                                                                               |
| Velar de Talapi                                                   | Monument arqueològic                                                                                   | Sa Pobla Talapi                                               | 39° 44′ 26″ N, 3° 00′ 17″ E / 39.740564°N,3.004738°E | RI-51-0002573 | Carregueu una nova foto d'aquest monument                                                                               |
| Puig des Castellot                                                | Monument arqueològic                                                                                   | Sa Pobla                                                      | 39° 48′ 37″ N, 3° 00′ 30″ E / 39.810283°N,3.008256°E | RI-51-0002574 | Carregueu una nova foto d'aquest monument                                                                               |
| Coves de Crestatx Vell (1) i (2) / Crestatx Vell                  | Monument arqueològic                                                                                   | Sa Pobla Crestatx                                             |                                                      |               | Carregueu una nova foto d'aquest monument                                                                               |
| Cova de Crestatx Vell (3) / Cova de Crestatx Vell                 | Monument arqueològic                                                                                   | Sa Pobla Crestatx                                             |                                                      |               | Carregueu una nova foto d'aquest monument                                                                               |
| Tanca des Moros / Crestatx                                        | Monument arqueològic (Catalogació: Bé d'interés paisatgístic i ambiental. Canal d'aigua)               | Sa Pobla Crestatx, es Molinàs                                 |                                                      | RI-51-0002562 | Carregueu una nova foto d'aquest monument                                                                               |
| Navetes del Puig d'en Font / Puig d'en Font                       | Monument arqueològic                                                                                   | Sa Pobla S'Obac                                               | 39° 48′ 30″ N, 3° 01′ 01″ E / 39.808409°N,3.016905°E | RI-51-0002575 | Carregueu una nova foto d'aquest monument                                                                               |
| Cova d'en Baldrija                                                | Monument arqueològic                                                                                   | Sa Pobla Son Cladera                                          |                                                      |               | Carregueu una nova foto d'aquest monument                                                                               |
| Puig de Son Cladera / Puig de la Casa                             | Monument arqueològic                                                                                   | Sa Pobla Son Cladera                                          | 39° 48′ 18″ N, 3° 00′ 33″ E / 39.805076°N,3.009077°E | RI-51-0002569 | Carregueu una nova foto d'aquest monument                                                                               |
| Son Cladera                                                       | Monument arqueològic                                                                                   | Sa Pobla                                                      |                                                      |               | Carregueu una nova foto d'aquest monument                                                                               |
| Sa Paret des Moros                                                | Monument arqueològic                                                                                   | Sa Pobla Gaieta Gran, ses Cases                               | 39° 47′ 30″ N, 2° 59′ 43″ E / 39.791651°N,2.995398°E | RI-51-0002564 | Carregueu una nova foto d'aquest monument                                                                               |
| Cova de sa Garriga de ses Comes o des Lladres / Coves des Lladres | Monument arqueològic                                                                                   | Sa Pobla Gaieta Gran, Garriga de ses Comes                    | 39° 47′ 47″ N, 2° 59′ 34″ E / 39.796427°N,2.992665°E | RI-51-0002563 | Carregueu una nova foto d'aquest monument                                                                               |
| Cova de sa Pleta                                                  | Monument arqueològic                                                                                   | Sa Pobla Gaieta Gran, Puig de na Vissa                        |                                                      | RI-51-0002565 | Carregueu una nova foto d'aquest monument                                                                               |
| Claper de Puig de na Vissa / Puig de na Vissa                     | Monument arqueològic                                                                                   | Sa Pobla Son Ferragut, Puig de na Vissa                       | 39° 47′ 24″ N, 3° 00′ 14″ E / 39.789949°N,3.003936°E | RI-51-0002570 | Carregueu una nova foto d'aquest monument                                                                               |
| Baix del Puig de na Vissa                                         | Monument arqueològic                                                                                   | Sa Pobla                                                      | 39° 47′ 24″ N, 3° 00′ 14″ E / 39.789949°N,3.003936°E | RI-51-0002570 | Carregueu una nova foto d'aquest monument                                                                               |
| Ses Cases                                                         | Monument arqueològic                                                                                   | Sa Pobla                                                      |                                                      |               | Carregueu una nova foto d'aquest monument                                                                               |
| Claper Gros o d'en Miró                                           | Monument arqueològic                                                                                   | Sa Pobla Sa Canova                                            |                                                      | RI-51-0002560 | Carregueu una nova foto d'aquest monument                                                                               |
| Santuari                                                          | Monument arqueològic                                                                                   | Sa Pobla Crestatx                                             |                                                      | RI-51-0002561 | Carregueu una nova foto d'aquest monument                                                                               |
| Molí d'en Barraca                                                 | Monument arqueològic                                                                                   | Sa Pobla                                                      |                                                      | RI-51-0002566 | Carregueu una nova foto d'aquest monument                                                                               |
| Son Amer                                                          | Monument arqueològic                                                                                   | Sa Pobla Son Amer                                             |                                                      | RI-51-0002567 | Carregueu una nova foto d'aquest monument                                                                               |
| Son Cebrià                                                        | Monument arqueològic                                                                                   | Sa Pobla Son Cebrià                                           |                                                      | RI-51-0002568 | Carregueu una nova foto d'aquest monument                                                                               |
| Darrera ses Cases                                                 | Monument arqueològic                                                                                   | Sa Pobla                                                      |                                                      | RI-51-0002571 | Carregueu una nova foto d'aquest monument                                                                               |
| Puig de Maria                                                     | Monument arqueològic                                                                                   | Sa Pobla                                                      | 39° 48′ 56″ N, 3° 00′ 40″ E / 39.815689°N,3.011178°E | RI-51-0002572 | Carregueu una nova foto d'aquest monument                                                                               |
| Cases de Talapi                                                   | Arquitectura civil - Cases de foravila. Cases de possessió                                             | Sa Pobla Carretera de sa Pobla a Llubí                        |                                                      |               | Carregueu una nova foto d'aquest monument                                                                               |
| Cases de Son Ferragut                                             | Arquitectura civil - Cases de foravila. Alqueria                                                       | Sa Pobla                                                      |                                                      |               | Carregueu una nova foto d'aquest monument                                                                               |
| Cases de Crestatx                                                 | Arquitectura civil - Cases de foravila. Cases de possessió                                             | Sa Pobla Carretera de sa Pobla a Pollença                     |                                                      |               | Carregueu una nova foto d'aquest monument                                                                               |
| Cases de Gaieta Gran                                              | Arquitectura civil - Cases de foravila. Cases de possessió                                             | Sa Pobla                                                      |                                                      |               | Carregueu una nova foto d'aquest monument                                                                               |
| Cases de Gaieta Petit                                             | Arquitectura civil - Cases de foravila. Cases de possessió                                             | Sa Pobla                                                      |                                                      |               | Carregueu una nova foto d'aquest monument                                                                               |
| Cases de Son Cladera                                              | Arquitectura civil - Cases de foravila. Cases de possessió                                             | Sa Pobla                                                      |                                                      |               | Carregueu una nova foto d'aquest monument                                                                               |
| Cases de s'Obac                                                   | Arquitectura civil - Cases de foravila. Cases de possessió                                             | Sa Pobla                                                      |                                                      |               | Carregueu una nova foto d'aquest monument                                                                               |
| Cases de Son Amer                                                 | Arquitectura civil - Cases de foravila. Cases de pagès                                                 | Sa Pobla                                                      |                                                      |               | Carregueu una nova foto d'aquest monument                                                                               |
| Cases de sa Llebra                                                | Arquitectura civil - Cases de foravila. Cases de possessió                                             | Sa Pobla                                                      |                                                      |               | Carregueu una nova foto d'aquest monument                                                                               |
| Cases de Son Sabater                                              | Arquitectura civil - Cases de foravila. Cases de possessió                                             | Sa Pobla                                                      |                                                      |               | Carregueu una nova foto d'aquest monument                                                                               |
| Cases des Molinàs                                                 | Arquitectura civil - Cases de foravila. Cases adossades a molí d'extracció d'aigua de roda horitzontal | Sa Pobla                                                      |                                                      |               | Carregueu una nova foto d'aquest monument                                                                               |
| Cases de Can Fornari                                              | Arquitectura civil - Cases de foravila. Cases de possessió                                             | Sa Pobla                                                      |                                                      |               | Carregueu una nova foto d'aquest monument                                                                               |
| Cases de sa Canova                                                | Arquitectura civil - Cases de foravila. Rafal                                                          | Sa Pobla                                                      |                                                      |               | Carregueu una nova foto d'aquest monument                                                                               |
| Casa de Cas Carraixet                                             | Arquitectura civil - Cases de foravila. Casa de pagès                                                  | Sa Pobla                                                      |                                                      |               | Carregueu una nova foto d'aquest monument                                                                               |
| Casa a sa Marjal                                                  | Arquitectura civil - Cases de foravila. Caseta de pagès                                                | Sa Pobla                                                      |                                                      |               | Carregueu una nova foto d'aquest monument                                                                               |
| Can Capellí                                                       | Arquitectura civil - Cases de foravila. Cases de possessió                                             | Sa Pobla                                                      |                                                      |               | Carregueu una nova foto d'aquest monument                                                                               |
| Casa amb molí i era                                               | Arquitectura civil - Cases de foravila. Casa pagesa                                                    | Sa Pobla                                                      |                                                      |               | Carregueu una nova foto d'aquest monument                                                                               |
| Cases de Son Tut                                                  | Arquitectura civil - Cases de foravila. Cases de possessió                                             | Sa Pobla                                                      |                                                      |               | Carregueu una nova foto d'aquest monument                                                                               |
| Can Flor                                                          | Arquitectura civil – Edifici urbà.                                                                     | Sa Pobla Carrer Goleta, núm. 18 / carrer Gran                 |                                                      |               | Carregueu una nova foto d'aquest monument                                                                               |
| Can Cirera Prim                                                   | Arquitectura civil – Edifici urbà.                                                                     | Sa Pobla Carrer Escola, núm. 53                               |                                                      |               | Carregueu una nova foto d'aquest monument                                                                               |
| Can Soler                                                         | Arquitectura civil – Edifici urbà.                                                                     | Sa Pobla Carrer Escola, núm. 37 i 39                          |                                                      |               | Carregueu una nova foto d'aquest monument                                                                               |
| Can Celià                                                         | Arquitectura civil – Edifici urbà.                                                                     | Sa Pobla Carrer Escola, núm. 31                               |                                                      |               | Carregueu una nova foto d'aquest monument                                                                               |
| Casa des Rafal                                                    | Arquitectura civil – Edifici urbà.                                                                     | Sa Pobla Carrer Escola, núm. 30                               |                                                      |               | Carregueu una nova foto d'aquest monument                                                                               |
| Can Gaieta                                                        | Arquitectura civil – Edifici urbà.                                                                     | Sa Pobla Carrer Escola, núm. 23                               |                                                      |               | Carregueu una nova foto d'aquest monument                                                                               |
| Posada de Gaieta                                                  | Arquitectura civil – Edifici urbà.                                                                     | Sa Pobla Carrer Escola, núm. 2                                |                                                      |               | Carregueu una nova foto d'aquest monument                                                                               |
| Can Neca                                                          | Arquitectura civil – Edifici urbà.                                                                     | Sa Pobla Carrer Lluna, núm. 5                                 |                                                      |               | Carregueu una nova foto d'aquest monument                                                                               |
| Casa 1868                                                         | Arquitectura civil – Edifici urbà.                                                                     | Sa Pobla Carrer Renou, núm. 67                                |                                                      |               | Carregueu una nova foto d'aquest monument                                                                               |
| Can Poquet                                                        | Arquitectura civil – Edifici urbà.                                                                     | Sa Pobla Carrer Gran, núm. 24                                 |                                                      |               | Carregueu una nova foto d'aquest monument                                                                               |
| Cas metge Corró                                                   | Arquitectura civil – Edifici urbà.                                                                     | Sa Pobla Carrer Gran, núm. 61                                 |                                                      |               | Carregueu una nova foto d'aquest monument                                                                               |
| Ca sa Jordana                                                     | Arquitectura civil – Edifici urbà.                                                                     | Sa Pobla Carrer Crestatx, núm. 29                             |                                                      |               | Carregueu una nova foto d'aquest monument                                                                               |
| Cas Borreret                                                      | Arquitectura civil – Edifici urbà.                                                                     | Sa Pobla Carrer Crestatx, núm. 25                             |                                                      |               | Carregueu una nova foto d'aquest monument                                                                               |
| Cas Menescal                                                      | Arquitectura civil – Edifici urbà.                                                                     | Sa Pobla Carrer Crestatx, núm. 40                             |                                                      |               | Carregueu una nova foto d'aquest monument                                                                               |
| Ca s'apotecari Comes                                              | Arquitectura civil – Edifici urbà.                                                                     | Sa Pobla Carrer Major / carrer Goleta                         |                                                      |               | Carregueu una nova foto d'aquest monument                                                                               |
| Cas Curro                                                         | Arquitectura civil – Edifici urbà.                                                                     | Sa Pobla Carrer Marina, núm. 41                               |                                                      |               | Carregueu una nova foto d'aquest monument                                                                               |
| Cas Mestrés                                                       | Arquitectura civil – Edifici urbà.                                                                     | Sa Pobla Carrer Marina, núm. 42                               |                                                      |               | Carregueu una nova foto d'aquest monument                                                                               |
| Hostal de can Marron                                              | Arquitectura civil – Edifici urbà.                                                                     | Sa Pobla Carrer Mercat, núm. 23, 25 i 27                      |                                                      |               | Carregueu una nova foto d'aquest monument                                                                               |
| Ca s'enginyer Comes                                               | Arquitectura civil – Edifici urbà.                                                                     | Sa Pobla Carrer Tresorer Cladera, núm. 15                     |                                                      |               | Carregueu una nova foto d'aquest monument                                                                               |
| Can Pericàs                                                       | Arquitectura civil – Edifici urbà.                                                                     | Sa Pobla Carrer Capità Pere, núm. 32                          |                                                      |               | Carregueu una nova foto d'aquest monument                                                                               |
| Can Robes                                                         | Arquitectura civil – Edifici urbà.                                                                     | Sa Pobla Carrer Capità Pere, núm. 28                          |                                                      |               | Carregueu una nova foto d'aquest monument                                                                               |
| Cas Capità Pere                                                   | Arquitectura civil – Edifici urbà.                                                                     | Sa Pobla Carrer Capità Pere, núm. 36 / carrer Crestatx        |                                                      |               | Carregueu una nova foto d'aquest monument                                                                               |
| Can Socies                                                        | Arquitectura civil – Edifici urbà.                                                                     | Sa Pobla Plaça Major, núm. 11                                 |                                                      |               | Carregueu una nova foto d'aquest monument                                                                               |
| Can Monjo                                                         | Arquitectura civil – Edifici urbà.                                                                     | Sa Pobla Plaça Major, núm. 8                                  |                                                      |               | Carregueu una nova foto d'aquest monument                                                                               |
| Can Duet                                                          | Arquitectura civil – Edifici urbà.                                                                     | Sa Pobla Plaça Major, núm. 17                                 |                                                      |               | Carregueu una nova foto d'aquest monument                                                                               |
| Cas Sastre Barrera                                                | Arquitectura civil – Edifici urbà.                                                                     | Sa Pobla Carrer Tresorer Cladera / carrer Plaça               |                                                      |               | Carregueu una nova foto d'aquest monument                                                                               |
| Can Tronxet                                                       | Arquitectura civil – Edifici urbà.                                                                     | Sa Pobla                                                      |                                                      |               | Carregueu una nova foto d'aquest monument                                                                               |
| Can Verdera                                                       | Arquitectura civil – Edifici urbà.                                                                     | Sa Pobla Carrer Fadrins, núm.75                               |                                                      |               | Carregueu una nova foto d'aquest monument                                                                               |
| Casal de Can Socies                                               | Arquitectura civil – Edifici urbà.                                                                     | Sa Pobla Carrer Antoni Maura, núm. 2                          |                                                      |               | Carregueu una nova foto d'aquest monument                                                                               |
| Casa pairal del Tresorer Cladera                                  | Arquitectura civil – Edifici urbà.                                                                     | Sa Pobla Carrer Tresorer Cladera, núm. 58                     |                                                      |               | Carregueu una nova foto d'aquest monument                                                                               |
| Cas metge Torres                                                  | Arquitectura civil – Edifici urbà.                                                                     | Sa Pobla Carrer Muntanya, núm. 3 i 5                          |                                                      |               | Carregueu una nova foto d'aquest monument                                                                               |
| Can Comes                                                         | Arquitectura civil – Edifici urbà.                                                                     | Sa Pobla Carrer Asalto, núm. 11                               |                                                      |               | Carregueu una nova foto d'aquest monument                                                                               |
| Cases                                                             | Arquitectura civil – Edifici urbà.                                                                     | Sa Pobla Carrer Ric, núm. 15, 17 i 19                         |                                                      |               | Carregueu una nova foto d'aquest monument                                                                               |
| Garriga                                                           | Arquitectura civil – Edifici urbà.                                                                     | Sa Pobla Carrer Escola, núm. 73                               |                                                      |               | Carregueu una nova foto d'aquest monument                                                                               |
| Ajuntament de sa Pobla                                            | Arquitectura civil - Edifici públic. Edifici públic                                                    | Sa Pobla Plaça Constitució, núm. 1                            |                                                      |               | Carregueu una nova foto d'aquest monument                                                                               |
| Escola Graduada (Sa tanca d'en Verdera)                           | Arquitectura civil - Edifici públic. Escola pública                                                    | Sa Pobla Carrer Fadrins, núm. 79                              |                                                      |               | Carregueu una nova foto d'aquest monument                                                                               |
| Clínica Tugores (Can Llaveta)                                     | Arquitectura civil - Edifici públic. Equipament assistència                                            | Sa Pobla Carrer Major, núm. 82                                |                                                      |               | Carregueu una nova foto d'aquest monument                                                                               |
| Cas Capità Pere                                                   | Arquitectura civil - Edifici públic. Equipament assistencial                                           | Sa Pobla Carrer Capità Pere, núm. 42, 44 i 46                 |                                                      |               | Carregueu una nova foto d'aquest monument                                                                               |
| Can Planes (Museu de Can Planes)                                  | Arquitectura civil - Edifici públic. Casal                                                             | Sa Pobla Carrer Antoni Maura, núm. 1                          |                                                      |               | Carregueu una nova foto d'aquest monument                                                                               |
| Sa Nostra (Can Corró)                                             | Arquitectura civil - Edifici públic. Casal                                                             | Sa Pobla Carrer Mercat, núm. 19                               |                                                      |               | Carregueu una nova foto d'aquest monument                                                                               |
| La Caixa                                                          | Arquitectura civil - Edifici públic. Casal                                                             | Sa Pobla Carrer Asalto, núm. 13                               |                                                      |               | Carregueu una nova foto d'aquest monument                                                                               |
| Can Verdal (Can Planes)                                           | Arquitectura civil - Edifici públic. Casal                                                             | Sa Pobla Carrer Curt, núm. 2                                  |                                                      |               | Carregueu una nova foto d'aquest monument                                                                               |
| Es Cavallets                                                      | Arquitectura civil - Edifici públic. Casal                                                             | Sa Pobla Plaça Major, núm. 14 i 15                            |                                                      |               | Carregueu una nova foto d'aquest monument                                                                               |
| Sa Congregació                                                    | Arquitectura civil - Edifici públic. Casal                                                             | Sa Pobla Carrer Rosari - carrer Lluc                          |                                                      |               | Carregueu una nova foto d'aquest monument                                                                               |
| Escola Nostra Senyora de Vialfàs                                  | Arquitectura civil - Edifici públic. Escola pública                                                    | Sa Pobla Carrer Renou, núm. 159                               |                                                      |               | Carregueu una nova foto d'aquest monument                                                                               |
| Església de Sant Antoni Abat                                      | Arquitectura religiosa - Edifici religiós. Església parroquial                                         | Sa Pobla Plaça de l'Església                                  |                                                      |               | Carregueu una nova foto d'aquest monument                                                                               |
| Capella del Col·legi Sant Francesc                                | Arquitectura religiosa - Edifici religiós. Capella escolar                                             | Sa Pobla Carrer Lluc, Col·legi Sant Francesc                  |                                                      |               | Carregueu una nova foto d'aquest monument                                                                               |
| Oratori de Crestatx                                               | Arquitectura religiosa - Edifici religiós. Santuari                                                    | Sa Pobla Carretera de sa Pobla a Pollença                     |                                                      |               | Carregueu una nova foto d'aquest monument                                                                               |
| Oratori de Son Mascort                                            | Arquitectura religiosa - Edifici religiós. Ermita                                                      | Sa Pobla Son Mascort                                          |                                                      |               | Carregueu una nova foto d'aquest monument                                                                               |
| Cementiri nou                                                     | Arquitectura religiosa - Edifici religiós. Cementiri                                                   | Sa Pobla Carretera de Pollença                                |                                                      |               | Carregueu una nova foto d'aquest monument                                                                               |
| Creu de Son Palou / Creu del Sagrat / Creu de Muro                | Escultura monumental, religiosa i heràldica. Creu de terme                                             | Sa Pobla Carretera d'Inca, rotonda de la circumval·lació      | 39° 46′ 21″ N, 3° 00′ 50″ E / 39.772401°N,3.013821°E | RI-51-0010380 | Creu de Son Palou (Sa Pobla) · Vegeu més fotos d'aquest monument · Carregueu una nova foto d'aquest monument            |
| Creu d'en Martí Seguí / Creu de s'Albufera                        | Escultura monumental, religiosa i heràldica. Creu de terme                                             | Sa Pobla Carretera a l'Albufera, km 0,9                       | 39° 46′ 42″ N, 3° 02′ 13″ E / 39.778444°N,3.037014°E | RI-51-0010381 | Creu d'en Martí Seguí (Sa Pobla) · Vegeu més fotos d'aquest monument · Carregueu una nova foto d'aquest monument        |
| Creu de sa Costa de Son Vila                                      | Escultura monumental, religiosa i heràldica. Creu de terme                                             | Sa Pobla Carretera a Pollença, Coll de Son Vila               | 39° 49′ 27″ N, 3° 01′ 43″ E / 39.824105°N,3.028529°E | RI-51-0010382 | Creu de sa Costa de Son Vila (Sa Pobla) · Vegeu més fotos d'aquest monument · Carregueu una nova foto d'aquest monument |
| Creu de Can Fat                                                   | Escultura monumental, religiosa i heràldica. Creu de terme                                             | Sa Pobla Carrer de la Creu - carretera d'Inca                 | 39° 46′ 14″ N, 3° 01′ 10″ E / 39.770484°N,3.019389°E | RI-51-0010383 | Creu de Can Fat (Sa Pobla) · Vegeu més fotos d'aquest monument · Carregueu una nova foto d'aquest monument              |
| Creu de la carretera de Muro                                      | Escultura monumental, religiosa i heràldica. Creu de terme                                             | Sa Pobla Carrer Fred - carrer de sa Llum                      | 39° 46′ 05″ N, 3° 01′ 41″ E / 39.767944°N,3.02809°E  | RI-51-0010384 | Creu de la carretera de Muro (Sa Pobla) · Vegeu més fotos d'aquest monument · Carregueu una nova foto d'aquest monument |
| Creu de sa Punta d'en Capó                                        | Escultura monumental, religiosa i heràldica. Creu de terme                                             | Sa Pobla Carretera de Llubí, núm. 1                           | 39° 45′ 48″ N, 3° 01′ 22″ E / 39.763384°N,3.02272°E  | RI-51-0010385 | Carregueu una nova foto d'aquest monument                                                                               |
| Creu des Creuer                                                   | Escultura monumental, religiosa i heràldica. Creu de terme                                             | Sa Pobla Carretera de Pollença - carretera de Palma           | 39° 47′ 41″ N, 3° 01′ 16″ E / 39.794587°N,3.021229°E | RI-51-0010386 | Creu des Creuer (Sa Pobla) · Vegeu més fotos d'aquest monument · Carregueu una nova foto d'aquest monument              |
| Creu del carrer Major                                             | Escultura monumental, religiosa i heràldica. Creu de terme                                             | Sa Pobla Carrer Goleta, a l'edifici del carrer Major, núm. 36 |                                                      |               | Carregueu una nova foto d'aquest monument                                                                               |
| Creu del carrer Antoni Maura amb carrer Major                     | Escultura monumental, religiosa i heràldica. Creu de terme                                             | Sa Pobla Carrer Antoni Maura - carrer Major                   |                                                      |               | Carregueu una nova foto d'aquest monument                                                                               |
| Creu del cementiri nou                                            | Escultura monumental, religiosa i heràldica. Creu de terme                                             | Sa Pobla Interior del cementiri                               |                                                      |               | Carregueu una nova foto d'aquest monument                                                                               |
| Sínia                                                             | Béns etnològics. Enginys d'extracció d'aigua                                                           | Sa Pobla                                                      |                                                      |               | Carregueu una nova foto d'aquest monument                                                                               |
| Sínia                                                             | Béns etnològics. Enginys d'extracció d'aigua                                                           | Sa Pobla                                                      |                                                      |               | Carregueu una nova foto d'aquest monument                                                                               |
| Sínia                                                             | Béns etnològics. Enginys d'extracció d'aigua                                                           | Sa Pobla                                                      |                                                      |               | Carregueu una nova foto d'aquest monument                                                                               |
| Sínia                                                             | Béns etnològics. Enginys d'extracció d'aigua                                                           | Sa Pobla                                                      |                                                      |               | Carregueu una nova foto d'aquest monument                                                                               |
| Sínia                                                             | Béns etnològics. Enginys d'extracció d'aigua                                                           | Sa Pobla                                                      |                                                      |               | Carregueu una nova foto d'aquest monument                                                                               |
| Sínia                                                             | Béns etnològics. Enginys d'extracció d'aigua                                                           | Sa Pobla                                                      |                                                      |               | Carregueu una nova foto d'aquest monument                                                                               |
| Sínia                                                             | Béns etnològics. Enginys d'extracció d'aigua                                                           | Sa Pobla                                                      |                                                      |               | Carregueu una nova foto d'aquest monument                                                                               |
| Molí de sang de Talapi                                            | Béns etnològics. Nau agrícola                                                                          | Sa Pobla Carretera de sa Pobla a Llubí                        |                                                      |               | Carregueu una nova foto d'aquest monument                                                                               |
| Pont de ses Jonqueres Veres                                       | Bé d'interés industrial. Pont de pedra                                                                 | Sa Pobla Camí de ses Jonqueres Veres                          |                                                      |               | Carregueu una nova foto d'aquest monument                                                                               |
| Pont dels anglesos / Pont de ferro                                | Bé d'interés industrial. Pont de ferro                                                                 | Sa Pobla Camí de s'Albufera                                   |                                                      |               | Carregueu una nova foto d'aquest monument                                                                               |
| Pont de la reina Isabel II                                        | Bé d'interés industrial. Pont de pedra                                                                 | Sa Pobla Carretera d'Inca a Alcúdia                           |                                                      |               | Carregueu una nova foto d'aquest monument                                                                               |
| Torre de transformador                                            | Bé d'interés industrial. Transformador                                                                 | Sa Pobla Carretera de sa Pobla a Pollença                     |                                                      |               | Carregueu una nova foto d'aquest monument                                                                               |
| Dipòsit regulador d'aigües                                        | Bé d'interés industrial. Dipòsit d'aigües                                                              | Sa Pobla Carrer Enginyer Waring                               |                                                      |               | Carregueu una nova foto d'aquest monument                                                                               |
| Estació del tren                                                  | Bé d'interés industrial. Estació de tren                                                               | Sa Pobla Plaça del tren                                       |                                                      |               | Carregueu una nova foto d'aquest monument                                                                               |
| Molí de Cas Cero / Molí de Can Moc                                | Bé d'interés industrial. Molí fariner                                                                  | Sa Pobla Carrer Molí, núm. 5 amb carrer Renou                 |                                                      |               | Carregueu una nova foto d'aquest monument                                                                               |
| Molí de Cas Moliner                                               | Bé d'interés industrial. Molí fariner                                                                  | Sa Pobla Carrer Progrés, núm. 12                              |                                                      |               | Carregueu una nova foto d'aquest monument                                                                               |
| Safareig de Crestatx                                              | Bé d'interés paisatgístic i ambiental. Safareig                                                        | Sa Pobla Crestatx                                             |                                                      |               | Carregueu una nova foto d'aquest monument                                                                               |
| Síquies reials                                                    | Bé d'interés paisatgístic i ambiental. Xarxa de drenatge                                               | Sa Pobla Sa Marjal                                            |                                                      |               | Carregueu una nova foto d'aquest monument                                                                               |
| Era                                                               | Bé d'interés paisatgístic i ambiental. Era                                                             | Sa Pobla                                                      |                                                      |               | Carregueu una nova foto d'aquest monument                                                                               |

Portal:Wiki Loves Monuments